# قزلچه‌حمام
قزلچه‌حمام (به ترکی استانبولی: Kızılcahamam) شهری است در کشور ترکیه که در استان آنکارا واقع شده‌است. جمعیت این شهر بر اساس سرشماری سال ۲۰۰۸ میلادی ۱۶٬۷۶۷ نفر و بر اساس برآوردهای سال ۲۰۰۹ میلادی ۱۶٬۸۷۹ نفر می‌باشد.